# アヴリル・ラヴィーン入れ替わり説
アヴリル・ラヴィーン入れ替わり説は、カナダの歌手のアヴリル・ラヴィーンがデビューアルバム『レット・ゴー』の発売直後の2003年に死亡し、メリッサ・ヴァンデラという名前のボディダブルと入れ替わったとする陰謀論・都市伝説である。

## 概略
この説の発端は2011年のブラジルのブログ記事「Avril Está Morta」（アヴリルは死んだ）をきっかけにインターネット・フォーラムでラヴィーンが入れ替わったと思われる証拠を共有する会話が始まったことにある。この説は2017年5月にとあるTwitterユーザーがこの説を再現するスレッドを投稿したことで更に注目を集めた。
この説を裏付ける証拠として2003年から現在までのラヴィーンの外見の変化、次作『アンダー・マイ・スキン』に含まれるとされるサブリナミル・メッセージ、ラヴィーンの手に「Melissa」と描かれた写真が挙げられている。ラヴィーン自身は複数回にわたってこの説を否定している。

## 起源
この説の起源は2011年のブラジルのブログに掲載された「Avril Está Morta」（アヴリルは死んだ）という題の記事にまで遡ることが出来るが、一部の情報ではこの噂はさらに2005年まで辿れると言われている。この説では2002年にデビューアルバム『レット・ゴー』の発売後、名声のプレッシャーと祖父の死が相まってラヴィーンは深いうつ状態に陥り、その直後に自殺したとされる。
陰謀論によると「メリッサ」という名前のそっくりさんはもともとパパラッチの気を逸らすために雇われた人物であり、引きこもり気味のラヴィーンを守っていたという。ラヴィーンは「メリッサ」と友人になり、彼女の死の直前には同じように歌い、パフォーマンスを披露する方法を教えられ、ラヴィーンの死後にレコード会社はその事実を隠蔽して継続的な利益を得るために彼女を「メリッサ・ヴァンデラ」（"Melissa Vandella"）に置き換え、「メリッサ」が以降のラヴィーンの作品をレコーディングしたと主張されている。陰謀論を裏付ける証拠としてはラヴィーンの写真に様々なホクロや肌のシミが現れたり消えたりしているというものや宣材写真の彼女の手に「Melissa」と書かれている事が挙げられている。
この陰謀説はすぐにATRLやグッドライク・プロダクションズといったインターネット・フォーラムで支持を集め、「アヴリル・レンジャーズ」（"Avril Rangers"）を自称する者たちによって証拠が共有された。2012年のとあるATRLの投稿では「新しいアヴリル」がライム病を患っていた時期にチーズを買っていたと思われる写真を使って本物のアヴリルが実際には生存しているのではないかと示唆した。この説では外見の変化に加えて「アヴリル」のセカンドアルバム『アンダー・マイ・スキン』の題名とアートワーク、「マイ・ハッピー・エンディング」と「トゥゲザー」の歌詞がサブリナミル・メッセージであったと主張されている。さらに元のブログではメリッサが「この茶番劇に参加した」ことに罪悪感を得ており、サブリナミル・メッセージにつながったと書かれている。

## 説の拡散
この説は2015年10月にバズフィードの記者ブライアン・ブロデリックが「Avril Este Morta」についてツイートしたことをきっかけにアメリカで流行し始めた。バズフィード内での投稿でブロデリックは元のブログ記事の冒頭でこの説がデマであることを認めていることや、「このブログは陰謀論がいかに真実に見えるかを示すために作成された」ことに言及し、この件に関する自身のツイートを精算した。
死亡説は2017年5月にとある高校生がラヴィーンが2003年末に死亡して入れ替わったとするツイッターのスレッドを投稿したことでより普及した。25万回リツイートされたこのスレッドはラヴィーンの顔、ファッションスタイル、筆跡の不一致を入れ替わりの証拠として挙げた。このスレッドは以前の「Avril Está Morta」の説とほぼ一致しているが、セカンドアルバム『アンダー・マイ・スキン』は本物のラヴィーンによる既存の録音を使って作成されたという1点のみ違っている。
このTwitterのスレッドは有名人や架空人物が死んで入れ替わったと主張し、問題の人物の2枚の写真を見せて「陰謀論スレッド」と題するインターネットミームに影響を与えた。

## 反応
ラヴィーンがこの話題に初めて言及したのは2017年11月のFacebookのライブ配信のQ&Aであり、ファンが死んでいるのかと質問したところ彼女は「いいえ、私は死んでいません。私はここにいます。10年以上経っても見た目が変わってないという意見がある中、この入れ替わり説にはびっくりしています。」と回答した。続けて彼女は「皆ただ退屈していて話題が必要だった」という理由でこの説が生まれたと述べた。この疑問は2018年11月にオーストラリアのKIIS 106.5でのインタビューで再び取り上げられた。この説について尋ねられたラヴィーンは「私が本物の私ではないと思っている人もいるようで、それは凄く奇妙ですね。なぜそんなことを考えるんでしょうね」と答えた。ラジオ司会者のカイルとジャッキー・Oはラヴィーンが自分の入れ替わりを「実際にはっきりと否定したことはない」と述べ、インタビュー中に技術的な問題が発生したのは疑わしい偶然であると示唆した。2019年の『エンターテインメント・ウィークリー』誌のインタビューでラヴィーンはこの説に自ら言及し、「馬鹿げたインターネット上の噂」と呼んで「人々がそれを信じたことに驚愕した」と語った。
2013年にはラヴィーンがウィスラー・ブラッコムのスキー場でスノーボード事故で死亡したという新たな死亡デマが広まった。